# Jesse L. Martin
Jesse Lamont Martin (született: Jesse Lamont Watkins) (Rocky Mount, Virginia, 1969. január 18. –) amerikai színház-, film és TV színész. Ő játszott az eredeti szereposztású Rent musicalben mint Tom Collins és az Esküdt ellenségek NBC szériájában Det. Ed Green-t játszotta.

## Életrajza
Jesse L. Martin Virginia államban, Rocky Mount-ban született, ami a Kék-hegyvonulaton található. A családban a 3. fiú az öt fiúból. Martin szülei a kamionvezető Jesse Reed Watkins és egyetemi tanácsadó Virginia Price. A szülők nemsokára elváltak. Ms. Price végül újból férjhez ment és a fiú felvette a mostohaapja vezetéknevét. Martin a családjával New Yorkba, Buffalóba költözött így iskolát kellett váltania. Magába fordult. Martin gyűlölt beszélgetni mert gyakran kiütközött a déli akcentusa és gyakran le kellett győzni a kitöréseit. Egyik tanára nagy hatást gyakorolt rá: meggyőzte, hogy délutánonként járjon el a dámaórákra. Előadták az Aranytyúk című darabot, ahol a Lelkipásztor szerepét osztották rá. A pap szerepével az ifjú Martin megtalálta élete útját: a Déli Baptisták prédikációi nagyon inspirálta. A szerepe akkora telitalálat volt, hogy Martin kibújt a páncéljából.
Martin részt vett középiskolában a Buffalo Akadémia Rajzoló és Játszó művészek szavazásán és a „Legtehetségesebb színésznek” választották az akkori végző osztály. Ő később beiratkozott a New York-i egyetem tekintélyes Tisch művészeti szakán színészetre. A diplomaosztója után Martin elhatározta, hogy John Houseman Színészakadémiájára utazik.
Ő a Cleveland Színházban is feltűnt ahol előadták Shakespeare egyik művét, ahol egy bajba jutott ember szerepét játszotta a Hóhér leányában. Ezek után visszatért Manhattanbe ahol újra játszott a helyi színházakban, szappanoperákban és reklámokban.
Martin a Broadwayon debütált a Timon Athénból-lal, és A közigazgatási ellenőrből Lainie Kazan szerepével. Ezekkel lett sikeres. Ezalatt a Holdfény Étteremben dolgozott, ott találkozott a darabíró Jonathan Larsonnal, aki szintén a vendéglő személyzetéhez tartozott. 1996-ban készült el Larson musicalje, a Rent, ami a színházvilágban nagy vihart kavart. Martin egy homoszexuális számítógép filozófiát tanító férfit játszott, Tom Collins-ot.
Az 1990-es Puccini La Bohéme c. opera korszerűsítése 6 Drama Desk Awards díjat érdemelt ki, 5 Obie Awards díjat, 4 Tony Awards díjat és egy Pulitzer-díjat.
Martin nemsokára szerepelt a Fox rövid-egyenesadásában és Eric Bross önálló filmjében, a Restaurantban (1998). Az Ally McBeal teremtője, David E. Kelley, részt vett a Rent premierjén, a Broadwayon és emlékezett, hogy Martinnak mennyire szüksége volt új barátra, aki Calista Flockhart volt az Ally McBeal főszereplője.
Mivel Martin eljátszotta az Ally McBeal-ban Dr. Greg Butters-t, David Duchovny felfigyelt rá, (Ő egyébként az X-akták írója és rendezője.) bevette az X-akták 1999-es évadába.
Miközben még mindig felvételeket készítettek az Ally McBealhoz, meghallotta a híreszteléseket róla és a színész Benjamin Bratt-ról – vele az Esküdt ellenségek forgatásán találkozott – teljesen kiborult. Ezek után a műsor előtt egy évvel és kis szerep segítségével – egy autórádió tolvajt játszott, akinek a neve ifjabb Hamster –, se sikerült ismét berobbannia. Majd nemsokára a CBS is és a Fox is ajánlatokat adtak neki. Martin rövid időn belül kidolgozta a szerződés részleteit. Egyik alapfeltétele volt, hogy a szerepeket meghallgatás nélkül játszhassa el.
1999-től 2008-ig ő játszotta Det. Ed Green-t az Esküdt ellenségekben, – kivéve a 2004-2005 időszakot, a míg ő a filmmé átdolgozott Rent-ben szerepelt, ahol Tom Collins-ot játszotta. – Martin a legjobb detektívet alakította, aki segíteni szokott nála szegényebb, néha öregebb üzlettársaknak. Martin befejező részét az Esküdt ellenségekből 2008. április 23-án sugározták, ezek után Anthony Anderson vette át a szerepét.
Jelenleg a Sexual Healingon dolgoznak. A film az 1984-ben elhunyt énekes, Malvin Gaye életéről szól. Martin tervezte meg, vitte színre és játszotta a főszerepet. A film menedzsere, Lauren Goodman, kinézte Martin a 2007-es színrevitelhez is.
Jesse L. Martin Tom Collins szerepét játszotta a Rent musicalben és az abból készült filmben is.